# 青森地方裁判所
青森地方裁判所（あおもりちほうさいばんしょ）は、青森県青森市にある日本の地方裁判所の一つで、青森県を管轄している。略称は、青森地裁（あおもりちさい）。弘前・八戸・五所川原・十和田に支部を置いている。
青森地方裁判所には青森市に置かれている本庁のほか、弘前市・八戸市・五所川原市・十和田市の4市に支部を設置しているほか、前述の5箇所にくわえむつ市・野辺地（上北郡・野辺地町）、鯵ヶ沢（西津軽郡・鯵ヶ沢町）の3箇所を加えた8箇所に簡易裁判所を設置している。また青森・弘前・八戸の3つの検察審査会も設置されている。
棟方志功が1920年から青森地裁の弁護士控所の給仕として働いた縁で、所長室には棟方の作品「青森景勝之処大観之図」が飾られている。

## 所在地
- 本庁：青森県青森市長島1-3-26　北緯40度49分25.2秒 東経140度44分35.2秒 / 北緯40.823667度 東経140.743111度
JR奥羽線, JR津軽線, 青い森鉄道線 青森駅から徒歩約15分
- 弘前支部：青森県弘前市下白銀町7　北緯40度36分9.9秒 東経140度28分1.2秒 / 北緯40.602750度 東経140.467000度
JR奥羽線, JR五能線, 弘南鉄道弘南線 弘前駅からバス約15分（下土手町バス停下車）
- 八戸支部：青森県八戸市根城9-13-6　北緯40度30分29.8秒 東経141度28分3.3秒 / 北緯40.508278度 東経141.467583度
東北新幹線, JR八戸線, 青い森鉄道線 八戸駅からバス約20分（司法センター前バス停下車）
- 五所川原支部：青森県五所川原市字元町54　北緯40度48分18.1秒 東経140度26分35.9秒 / 北緯40.805028度 東経140.443306度
JR五能線, 津軽鉄道津軽鉄道線 五所川原駅から徒歩約10分
- 十和田支部：青森県十和田市西二番町14-8　北緯40度36分48.1秒 東経141度12分27.2秒 / 北緯40.613361度 東経141.207556度
七戸十和田駅，三沢駅からバス約30分（官庁街通バス停下車）

## 管轄
本庁
- 青森市（除く浪岡地区）・むつ市・下北郡大間町・東通村・風間浦村・佐井村・東津軽郡平内町・今別町・蓬田村・外ヶ浜町・上北郡野辺地町・横浜町・六ヶ所村・東北町・七戸町

弘前支部
- 弘前市・黒石市・平川市・中津軽郡西目屋村・南津軽郡藤崎町・大鰐町・田舎館村・青森市浪岡地区

八戸支部
- 八戸市・三戸郡階上町・三戸町・田子町・南部町

五所川原支部
- 五所川原市・北津軽郡板柳町・中泊町・鶴田町・つがる市・西津軽郡鰺ヶ沢町・深浦町

十和田支部
- 十和田市・三沢市・上北郡六戸町・おいらせ町・三戸郡五戸町・新郷村

※ただし、行政事件、五所川原支部管内の執行事件（不動産競売、債権、財産開示）は本庁で、五所川原支部管内の合議事件は弘前支部で、十和田支部管内の執行事件（不動産競売、債権、財産開示）及び合議事件は八戸支部でそれぞれ取り扱う。

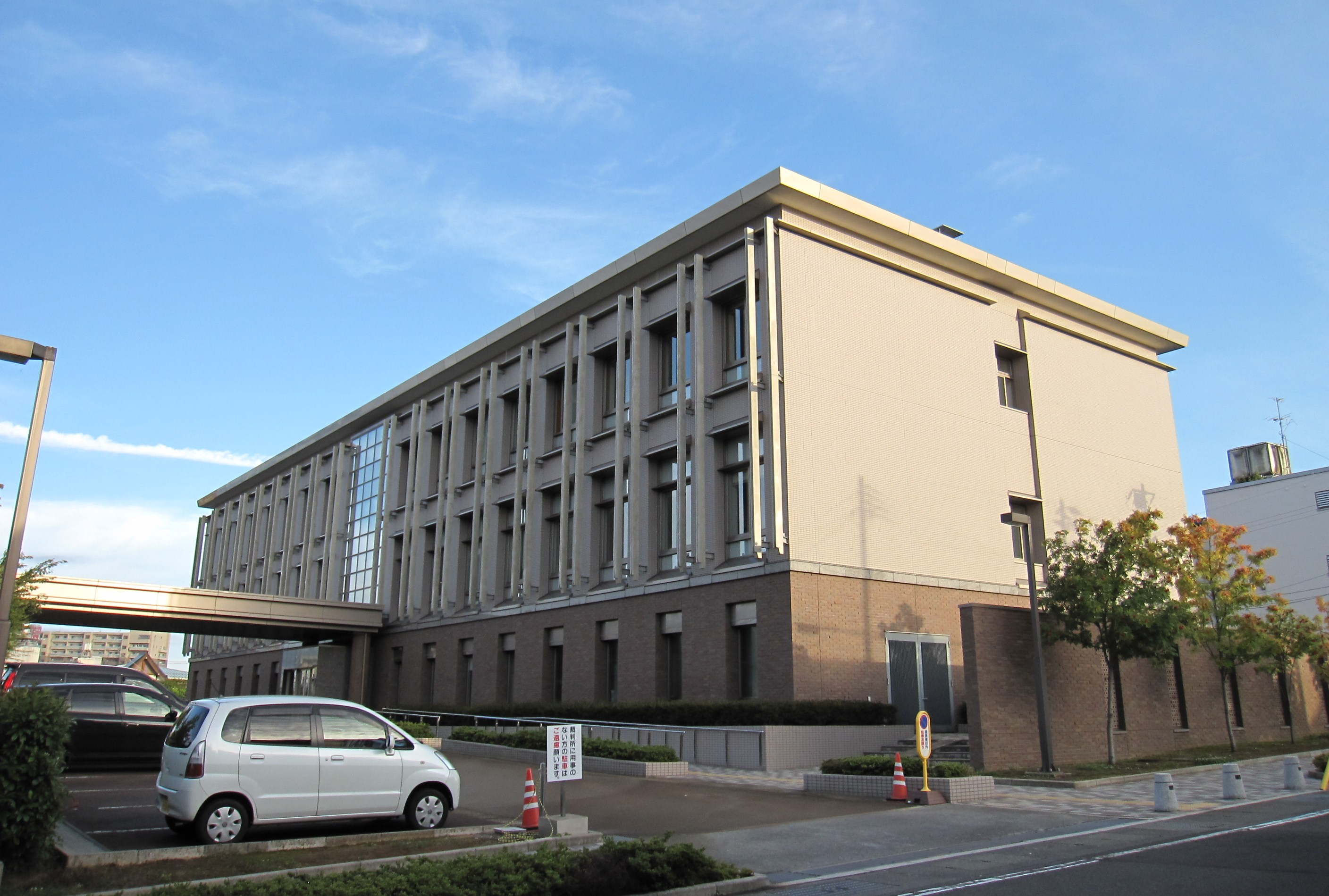
弘前支部
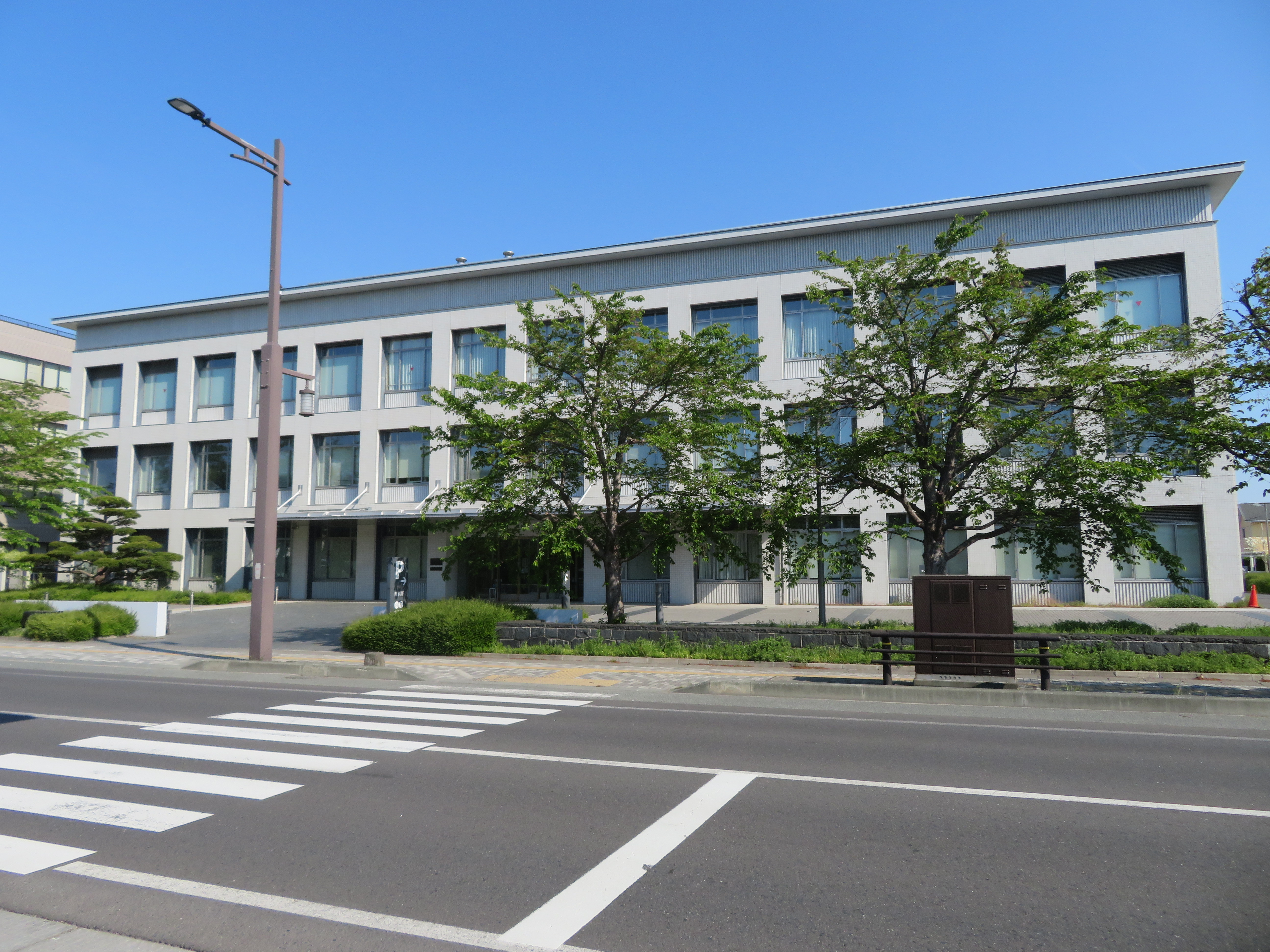
八戸支部
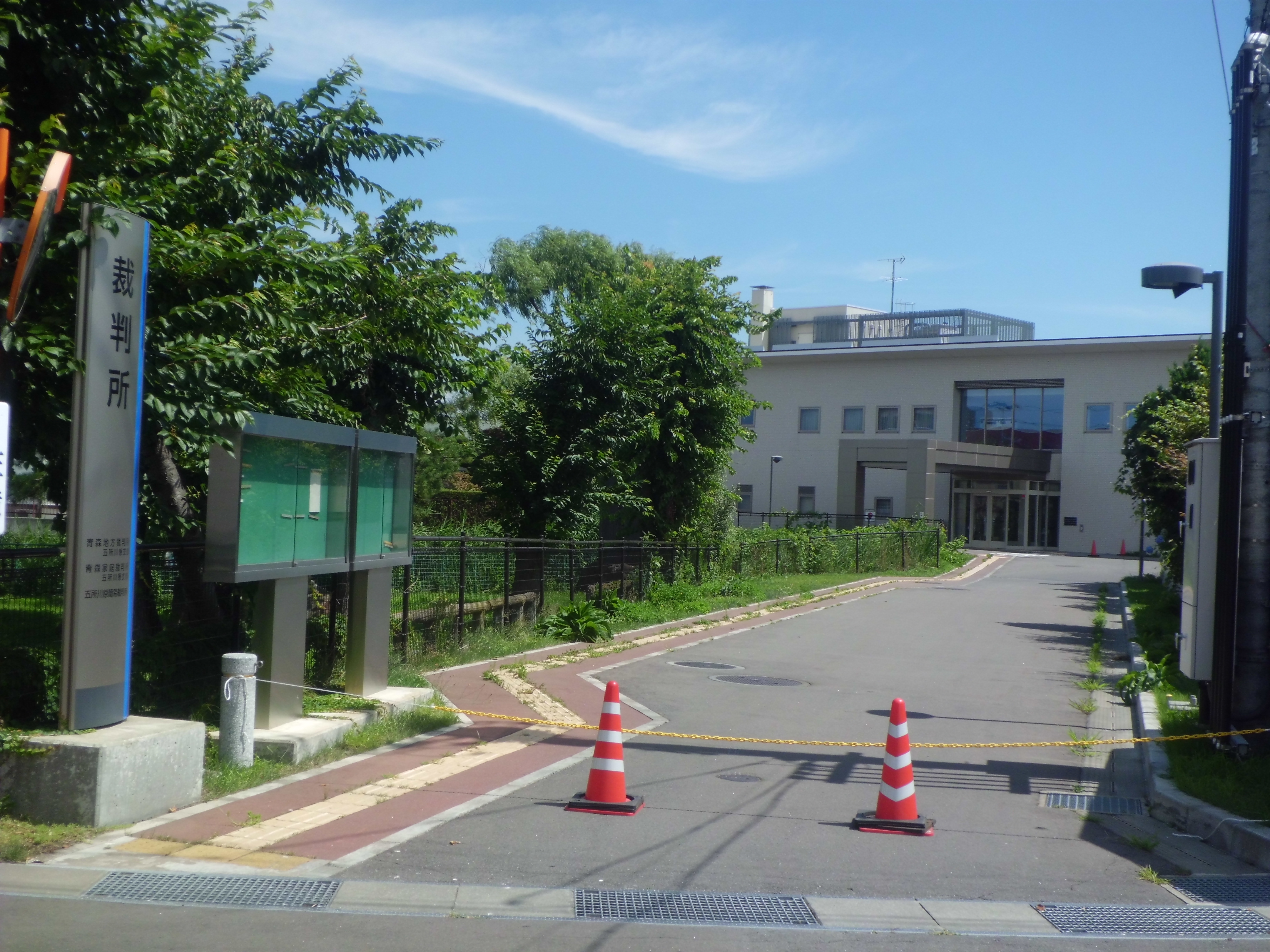
五所川原支部
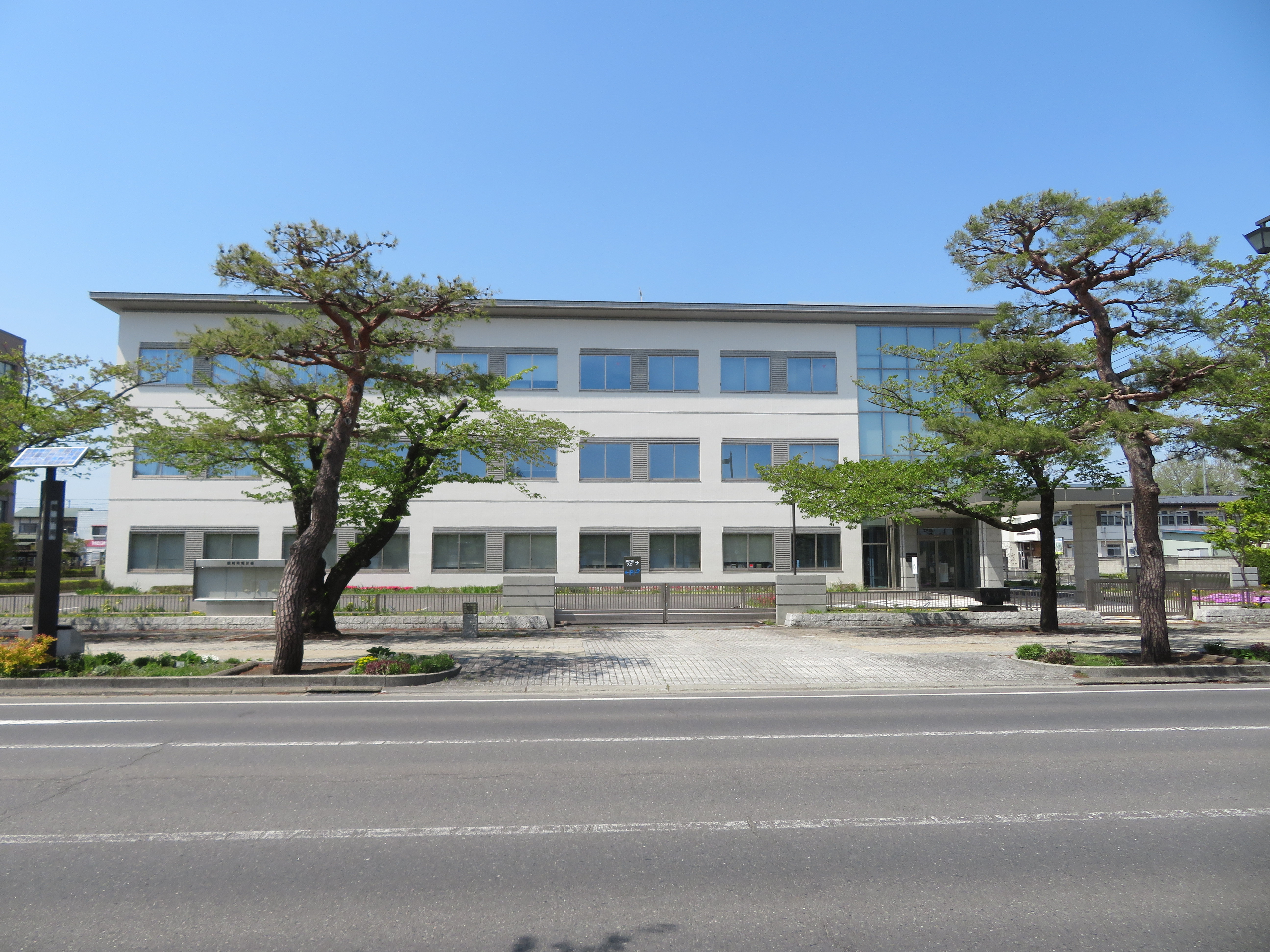
十和田支部

### 管内の簡易裁判所
- 本庁
  - 青森簡易裁判所（青森市（旧浪岡町地域を除く）・東津軽郡）
  - むつ簡易裁判所（むつ市・下北郡）
  - 野辺地簡易裁判所（上北郡（野辺地町・横浜町・六ヶ所村・東北町・七戸町）
- 五所川原支部
  - 五所川原簡易裁判所（五所川原市・北津軽郡）
  - 鰺ケ沢簡易裁判所（つがる市・西津軽郡）
- 弘前支部
  - 弘前簡易裁判所（青森市（旧浪岡町地域）・弘前市・黒石市・平川市・中津軽郡・南津軽郡）
- 八戸支部
  - 八戸簡易裁判所（八戸市・三戸郡（階上町・三戸町・田子町・南部町）
- 十和田支部
  - 十和田簡易裁判所（十和田市・三沢市・上北郡（六戸町・おいらせ町）・三戸郡（五戸町・新郷村）

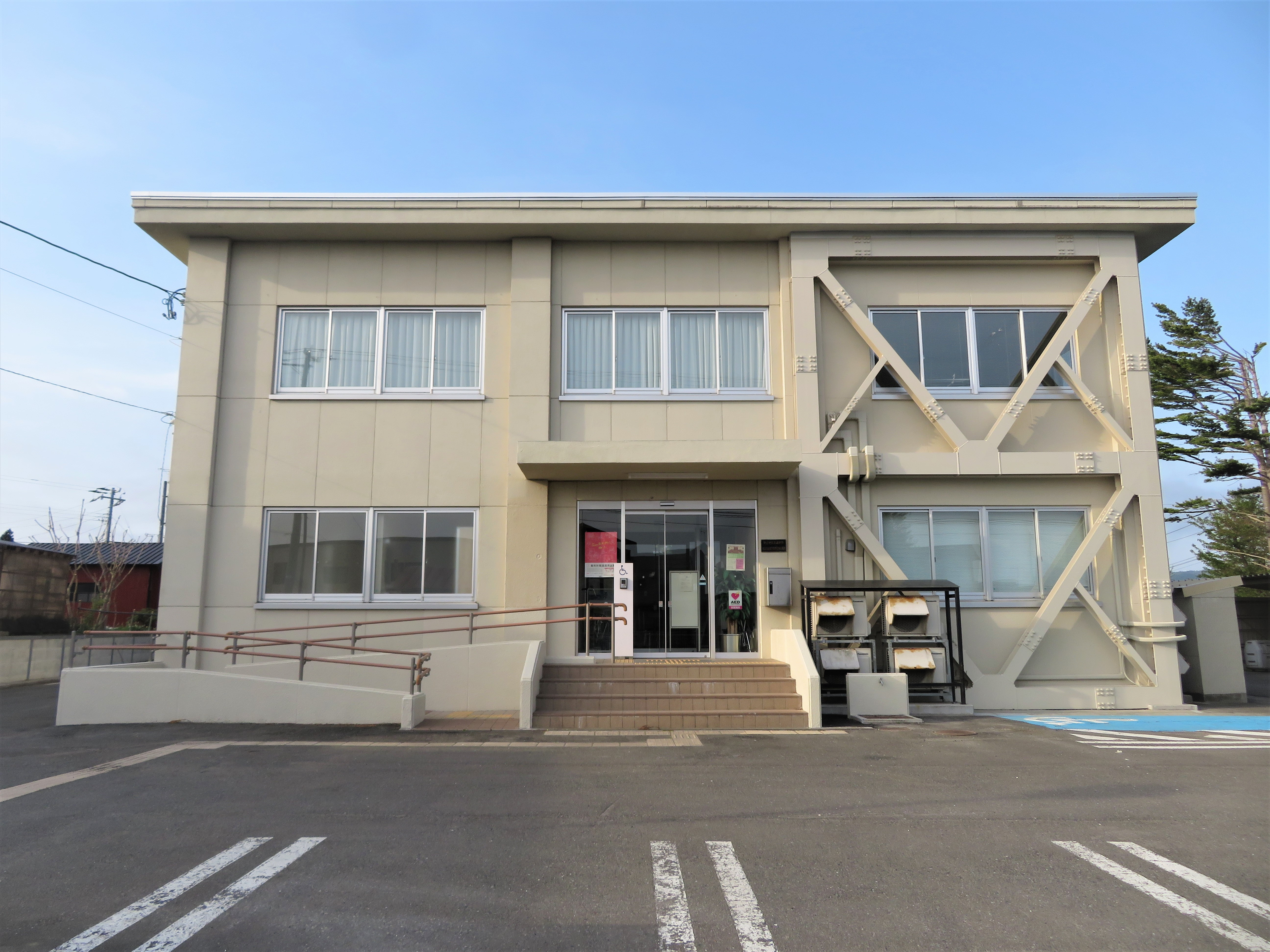
野辺地簡易裁判所
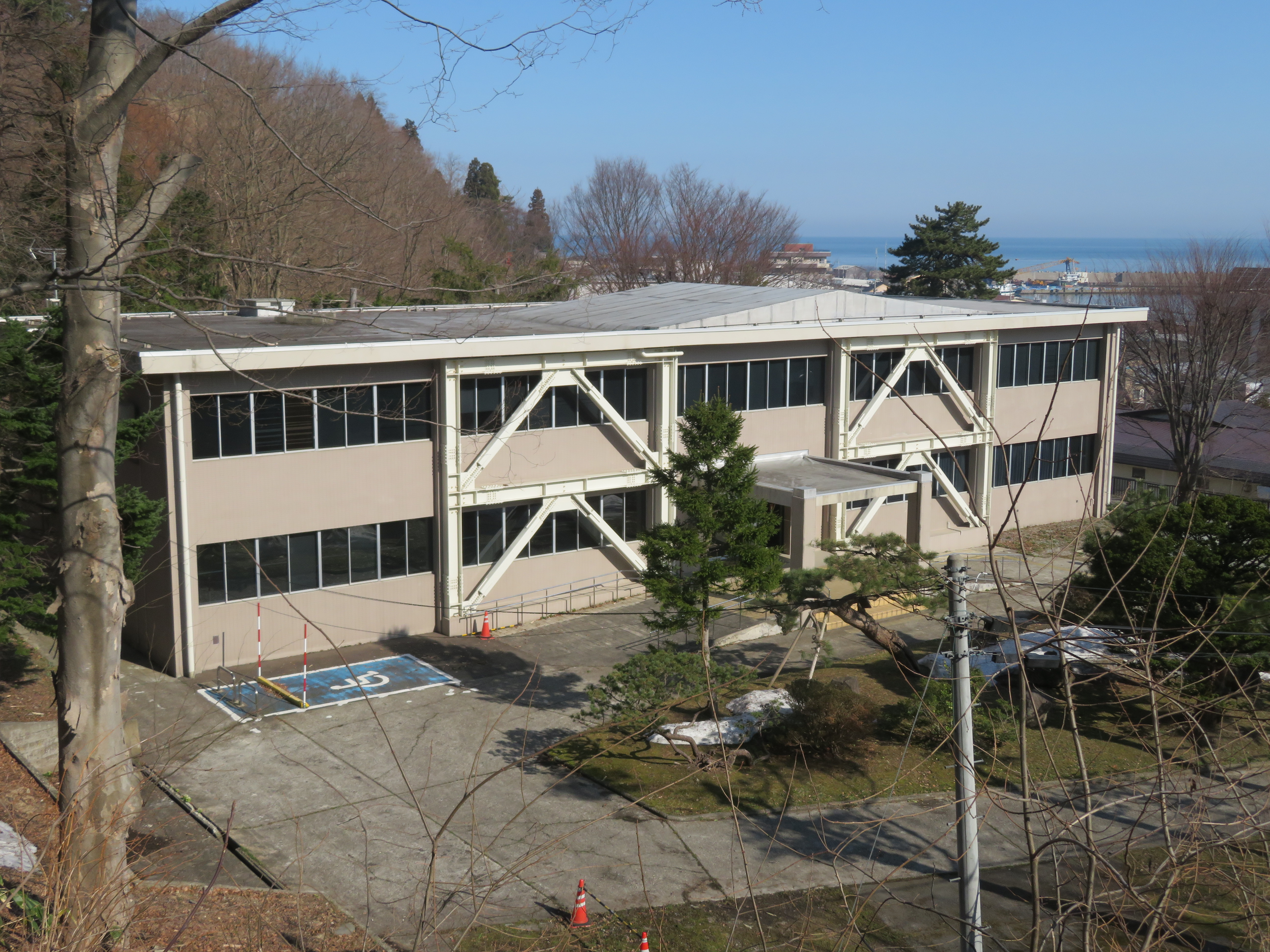
鰺ケ沢簡易裁判所

## 歴代所長
（任期の後ろは後職）
- 大内俊身（1998年 - 2000年 仙台高等裁判所部総括判事）
- 中野哲弘（2001年8月 - 2003年4月 宇都宮地方裁判所所長）
- 三輪和雄（2006年2月 - 2007年12月 仙台家庭裁判所長）
- 小磯武男（2007年12月 - 2009年3月 仙台高等裁判所部総括判事）
- 田村幸一（2009年3月 - 2011年1月 仙台高等裁判所部総括判事）
- 長秀之（2011年1月 - 2013年5月 依願退官、公証人）
- 志田博文（2013年5月 - 2014年6月 大阪高等裁判所部総括判事）
- 小野洋一（2014年6月 - 2015年8月 仙台高等裁判所部総括判事）
- 草野真人（2015年8月 - 2017年10月4日 札幌高等裁判所部総括判事）
- 古久保正人（2017年10月 - 2019年12月 名古屋高裁部統括判事・名古屋簡裁判事）
- 石井俊和（2019年12月 - 2021年2月 東京高裁部統括判事・東京簡裁判事）
- 田邊三保子（2021年2月 - 2022年4月 名古屋高裁部統括判事）
- 加藤亮（2022年4月 - 2023年5月 福島地方裁判所所長[2]）
- 古田孝夫（2023年5月 - [3]）